# Exercishallen Norr
Exercishallen Norr är en konsthall i Östersund.
Exercishall Norr ägs av Jämtlands läns landsting och finansieras av landstinget, Östersunds kommun, Statens Kulturråd och Fältjägaren fastigheter AB. 
Konsthallens verksamhet startade som ett treårigt, delvis EU-finansierat, projekt som Färgfabriken Norr fram till januari 2011. Verksamheten bedrivs i samarbete med konsthallen Färgfabriken i Stockholm.